# Aegyptobia mesopotamiensis
Aegyptobia mesopotamiensis är en spindeldjursart som beskrevs av Al-Gboory 1987. Aegyptobia mesopotamiensis ingår i släktet Aegyptobia och familjen Tenuipalpidae. Inga underarter finns listade i Catalogue of Life.